# Arkivforeningen
Arkivforeningen, indtil 1974 Arkivarforeningen, er en dansk forening, der blev grundlagt i 1917 som en interesseorganisation for videnskabeligt uddannede medarbejdere ved stats- og landsarkiverne. I dag er foreningen åben for alle interesserede, og den afholder foredrag og debatmøder.

## Eksterne links
- arkivforeningen.dk – foreningens hjemmeside